# Терапија липидном емулзијом
Терапија липидном емулзијом у облику интравенска инфузија 20% емулзије липида (нпр интралипида 20%) постала је прихваћен као део третмана код системске токсичности изазване локалним анестетика, а посебно код оних са срчаним застојем који не реагује на стандардну терапију. Смернице АСРА-е препоручују да се размотри употреба терапије липидним емулзијама код првих знакова системске токсичности локалних анестетика, након управљања дисајним путевима.

## Позадина
Чини се невероватним да би инјекција једноставног, интравенског нутритивног раствора могла бити акутно спасоносна за пацијента са тешким предозирањем лековима. Али десетине објављених извештаја о случајевима подржавају ово запажање, први пут направљено пре више од једне деценије на моделу токсичности бупивакаина код глодара. Још је више изненађујуће да тако једноставна формула може брзо да преокрене тешку клиничку токсичност код разних веома различитих лекова са различитом фармакодинамиком и механизмима деловања. 
Све је почело када су Веинберг ет ал. је први пут показали 1998. године да инфузија емулзије сојиног уља која се нормално користи као потпуни раствор за парентералну исхрану може спречити (претходним третманом) или побољшати реанимацију од кардиоваскуларног колапса изазваног тешким предозирањем бупивакаином код нетакнутог, анестезираног пацова. Накнадне студије из исте лабораторије потврдиле су ове налазе код изолованог срца пацова, и анестезираног пса. Према последњем експерименталном моделу, повратак спонтане циркулације након изазивања бупивакаина десио се код свих животиња које су примале липиде, али ни у једној од контрола физиолошког раствора. Од тада је ефикасност инфузије липидних емулзија у реверзији ЛАСТ потврђена у другим лабораторијама и систематском анализом у клиничком окружењу.

## Механизам дејства
Предложени механизам је да инфузија липида ствара липидну фазу која екстрахује молекуле локалног анестетика растворљиве у липидима из фазе водене плазме (хипотеза понора липида). Ин витро студија је показала високу растворљивост локалних анестетика у липидним емулзијама и висок капацитет везивања ових емулзија.
Други могући механизми, који могу функционисати у складу са ефектом поништавања липида, укључују:
- снабдевање масним киселинама,

- преокрет митохондријалне дисфункције,

- инотропни ефекат,

- фосфорилацију гликоген синтазе киназе-3β (ГСК-3β),

- инхибицију ослобађања азот-оксида

- поништавање блокаде срчаних натријумових канала.[7]

На животињском моделу, Weinberg и сарадници су показали успешну примену инфузије липидних емулзија у реанимацији срчаног застоја изазваног бупивакаином.
Розенблат и његове колеге су први пријавили употребу инфузије 20% липида за реанимацију пацијента након продуженог срчаног застоја који је уследио након интерскаленског блока бупивакаином и мепивакаином.
Каснији извештаји о случајевима других истраживача документовали су успешну употребу липидних емулзија у лечењу кардиоваскуларне и неуролошке токсичности, укључујући асистолу, кардиоваскуларни колапс и нападе. Локални анестетици у овим случајевима укључују ропивакаин, мепивакаин и прилокаин и левобупивакаин.
Marwick и колеге су пријавили случај успешног уклањања липидима у којем се системска токсичност поновила након 40 минута. Пошто додатно снабдевање липидима није било доступно, амиодарон је коришћен за рекурентну аритмију. Овај случај наглашава важност доступности довољне количине липидне емулзије (1.000 мЛ) када се ради регионална анестезија.
Weinberg и колеге, користећи интактни животињски модел предозирања бупивакаином, показали су да терапија липидном емулзијом обезбеђује супериорни хемодинамски и метаболички опоравак од срчаног застоја изазваног бупивакаином него епинефрином или вазопресином. Оба ова вазопресора су била повезана са нежељеним исходима.
Међутим, неколико извештаја доводи у питање ефикасност третмана за спасавање применом липида. Mayr и сарадници, радећи са свињским моделом токсичности бупивакаина, известили су да је вазопресин у комбинацији са епинефрином резултовао вишим коронарним перфузионим притиском током кардиопулмоналне реанимације  и бољом краткорочном стопом преживљавања него након липидне емулзије.
Харви и сарадници су показали да је липидна емулзија/АЦЛС резултирала нижим коронарним перфузионим притиском и нижим стопама спонтане циркулације у поређењу са самим АЦЛС на зечјем моделу асфиксијског срчаног застоја.
Пријављен је и низ нежељених догађаја након акутне инфузије липидне емулзије:
- акутну повреду бубрега,

- срчани застој,

- неусклађеност вентилације и перфузије,

- акутну повреду плућа,

- венску тромбоемболију,

- преосетљивост,

- масну емболију,

- синдром преоптерећења мастима,

- панкреатитис,

- опструкцију кола екстракорпоралне машине за циркулацију,

- алергијску реакцију,

- повећану осетљивост на инфекције.[21]

## Препоручени режим дозирања
Терапија липидном емулзијом се изводи са 20% раствором. АСРА смернице из 2020. наводе да редослед примене (болус или инфузија) и начин инфузије нису критични. 
За пацијенте који имају мање од 70 кг, даје се болус од 1,5 мЛ/кг током 2-3 минута.  или инфузија брзином од 0,25 мЛ/кг/мин.
За пацијенте тежине < 40 кг, треба размислити о коришћењу пумпе за инфузију. 
За пацијенте који имају више од 70 кг, применити болус од 100 мЛ током 2-3 минута или инфузију од 250 мЛ током 15-20 минута.
Ако овај режим не обезбеди адекватну реанимацију, болус се може поновити или инфузија удвостручити. Препоручена горња граница липидне емулзије је 12 мЛ/кг током првих 30 минута. Остати у оквиру те границе посебно је важно код деце и млађих особа. Обично су потребне много мање дозе.
Такође треба имати на уму да пропофол није компонента спасавања  у липидима. Формулисан је у 10% липидној емулзији, па би, према томе, била неопходна превелика доза пропофола (количине у грамима) да би се обезбедила адекватна доза липидне емулзије. Пропофол је контраиндикован када су присутни било какви докази о кардиоваскуларној токсичности.

## Примена у исхрани
Интралипид и друге уравнотежене липидне емулзије могу организму обезбедити:
- есенцијалне масне киселине,

- линолну киселину (ЛА),

- омега-6 масну киселину,

- алфа-линоленску киселину (АЛА),

- омега-3 масну киселину.

Емулзија се користи као компонента интравенске исхране за људе који нису у могућности да добију исхрану преко устију. Ови хранљиви састојци су комбиновани са намером да се примењују парентералној исхране, где се хранљиве материје испоручују алтернативним путем а не преко гастроинтестиналног тракта.

## Примена липидних емулзија као медијума за лекове
У одређеним истуацијама постоји могућност да се липидне емулзија користи као алтернативни медијума за испоруку лекова. Тако се нпр. пропофол растворен у липидној емулзији користи за интравенску примену. 
Понекад се  користећи липидну емулзију као носач, на овај начин испоручује етомидат (носач за етомидат је пропилен гликол).  